# China Institute for Innovation and Development Strategy
El China Institute for Innovation and Development Strategy (CIIDS) és un institut de recerca i polítiques amb seu a Pequín, Xina. Fundat per Zheng Bijian i Lu Yongxiang el 2010, CIIDS connecta reconeguts personatges polítics xinesos, diplomàtics, acadèmics militars, economistes, personatges públics i acadèmics per tal d'investigar i elaborar estratègies sobre els millors mètodes d'innovació i desenvolupament per a la Xina al segle XXI. Segons el seu lloc web, la missió de CIIDS és "explorar el camí de la Xina cap a l'augment pacífic o el desenvolupament pacífic". Concretament, els estudis de CIIDS se centren en la innovació científica i tecnològica, el desenvolupament econòmic, la governança social i l'avenç cultural.